# Crackòvia
Crackòvia (jämför Cracòvia, katalanska för Kraków) är ett populärt katalanskt (spanskt) TV-program. Det sänds med ett avsnitt i veckan sedan september 2008, på den regionala TV-kanalen TV3. Senaste säsongen avslutades i juni 2017, varefter produktionen legat på is.

## Historik
Crackòvia startades drygt två år efter Polònia, ett satiriskt veckoprogram kring den katalanska dagspolitiken. Båda programmen samproduceras av TV3 och produktionsbolaget Minoria Absoluta, och ett stort antal skådespelare/komiker medverkar i båda programmen.
Crackòvia föregicks av ett antal specialavsnitt av Polònia under namnet Barçòvia. Detta kan jämföras med de båda namnen Barcelona (som i FC Barcelona) och Varsòvia (katalansk stavning av namnet för Polens huvudstad).
Programmet har under stora delar av sin historia varit minst lika framgångsrik som det äldre systerprogrammet. Crackòvias sändningsår har sammanfallit med en framgångsrik tid i FC Barcelonas historia, under tränare som Pep Guardiola och Luís Enrique. I mitten av 2010-talet minskade dock Crackòvias popularitet, delvis till fördel för det äldre systerprogrammet Polònia i en tid då den katalanska dagspolitiken dragit till sig ett ökat intresse. Sedan sommaruppehållet 2017 har programmet legat på is, med planer på en möjlig nystart under 2018.
Programuppehållet efter 2017 sammanfaller med ekonomiska bekymmer för det sändande bolaget (CCMA), i samband med konflikter om moms med det spanska skatteverket och den politiska krisen mellan Spanien och regionen Katalonien. Crackóvia har också under senare säsonger sett sjunkande tittarsiffror.

## Innehåll
Programmet innehåller främst komik av parodiskt slag kring katalansk eller spansk idrott i allmänhet och fotbollsklubben FC Barcelona i synnerhet. Spelare, tränare och relaterade personer imiteras av skådespelare. Kända och återkommande ansikten har varit Cristiano Ronaldo (spelad av Bruno Oro fram till 2016), Carles Puyol (spelad av Jordi Rios), Pep Guardiola (spelad av Pep Plaza) och Luís Enrique (spelad av Ivan Labanda).
I likhet med i Polònia talar spansktalande modersmålstalare på spanska, medan övriga presenteras med tal på katalanska.